# Pardosa tuoba
Pardosa tuoba là một loài nhện trong họ Lycosidae.
Loài này thuộc chi Pardosa. Pardosa tuoba được Ralph Vary Chamberlin miêu tả năm 1919.